# Bolton (New York)
Pour les articles homonymes, voir Bolton.
Bolton est une municipalité (town) américaine de l'État de New York, située dans le comté de Warren.

## Géographie
La municipalité s'étend sur 233,21 km2 à l'est du comté de Warren et est limitrophe de celui de Washington,. Son territoire occupe une partie du lac George sur 69 km2 à l'est et est limité par la rivière Schroon à l'ouest.
Elle comprend les localités de Bolton, Bolton Landing, toutes deux sur la rive occidentale du lac George, North Bolton et Riverbank.
|             | Horicon    | Hague    |
| Warrensburg | Bolton     | Dresden  |
| Lake George | Queensbury | Fort Ann |

## Histoire
Le village tire son nom de Robert Bolton, un des premiers habitants en 1788. La municipalité est créée en 1799 par détachement d'une partie de celle de Thurman.

## Politique et administration
La municipalité est administrée par un superviseur et un conseil de quatre membres élus pour deux ans.